# Медицинский радиологический научный центр
Медицинский радиологический научный центр им. А. Ф. Цыба — филиал ФГБУ «Национальный медицинский исследовательский центр радиологии» Министерства здравоохранения Российской Федерации — научно-исследовательское и лечебное учреждение в России, специализирующееся на исследовании и лечении онкологических заболеваний. Для лечения рака в Центре применяются различные технологии конформной лучевой терапии (3D, IMRT, IGRT), нетрадиционные методики дистанционной фотонной терапии, в том числе в сочетании с локальной гипертермией. Используются методики интраоперационной лучевой терапия, внутритканевой лучевой терапии, в том числе брахитерапия рака предстательной железы и опухолей полости рта.
Для лечения больных раком щитовидной железы и при тиреотоксикозе широко используется метод радиойодтерапии. Проводится радионуклидная терапия при метастазах в кости.
В Центре запущен протонный медицинский комплекс «Прометеус», позволяющий проводить протонную терапию больных с опухолями различных локализаций, включая опухоли головного мозга, сарком основания черепа и примыкающих к шейному отделу спинного мозга областей, опухоли головы и шеи, простаты, лёгких, молочной железы.

## Структура
- Консультативно-поликлиническое отделение с дневным стационаром
- Отделение лучевого и хирургического методов лечения заболеваний торакальной области
- Отделение лучевого и хирургического лечения урологических заболеваний с группой брахитерапии рака предстательной железы
- Отделение новых медицинских технологий с группой лечения заболеваний молочной железы
- Отдел анестезиологии и реанимации с операционным блоком
- Отделение противоопухолевого лекарственного лечения
- Отделение радиохирургического лечения закрытыми радионуклидами
- Отделение рентгенохирургических методов диагностики и лечения
- Отделение консервативного и хирургического лечения лучевых повреждений с группой реконструктивно-пластической хирургии и паллиативной помощи
- Отделение комбинированного лечения опухолей костей, мягких тканей и кожи
- Отделение протонной и фотонной терапии
- Отделение радиотерапии
- Отделение лучевого и хирургического лечения заболеваний абдоминальной области
- Отделение лучевых и комбинированных методов лечения гинекологических заболеваний
- Отдел фотодинамической диагностики и терапии
- Отдел лабораторной медицины
- Отделение лучевой и лекарственной терапии гемобластозов
- Отделение лучевого и хирургического лечения заболеваний верхних дыхательных путей
- Отделение радиохирургического лечения открытыми радионуклидами
- Отделение физиотерапии
- Отделение эндоскопии
- Центр кардиоонкологии

## История
Центр был основан 22 августа 1958 года как Институт медицинской радиологии Академии медицинских наук СССР с целью развития новых диагностических, лечебных и исследовательских методов, связанных с применением ионизирующих излучений. С 1992 года центр назывался Медицинский радиологический научный центр Российской академии медицинских наук (МРНЦ РАМН). С 2011 года носит название ФБГУ МРНЦ Минздравсоцразвития РФ, с 2012 года — ФБГУ МРНЦ Минздрава России. С 13 октября 2014 центр называется Медицинский радиологический научный центр им. А. Ф. Цыба.

## Директора
- 1958—1973 — Георгий Артемьевич Зедгенидзе (1902—1994)
- 1973—1978 — Евгений Александрович Жербин
- 1978—2013 — Анатолий Фёдорович Цыб (1934—2013)
- 2014—2014 — Андрей Дмитриевич Каприн
- 2014—2018 — Галкин Всеволод Николаевич
- С 2018 — Иванов Сергей Анатольевич

## Награды
- Орден Пирогова (10 марта 2025 года) — за большие заслуги в оказании высокотехнологичной медицинской помощи и успешное применение передовых методов лечения[9].